# Paraxenisthmus springeri
Paraxenisthmus springeri är en fiskart som beskrevs av Gill och Hoese, 1993. Paraxenisthmus springeri ingår i släktet Paraxenisthmus och familjen Xenisthmidae. Inga underarter finns listade i Catalogue of Life.